# Wójtostwo (Łuków)
Wójtostwo – część miasta Łukowa, położona w jego wschodniej części, wzdłuż ulicy o tej samej nazwie.
5 października 1954 Wójtostwo włączono do Łukowa.